# 倭水牛
倭水牛是牛亞科水牛屬中体型最小的成员，有3种，都分布于东南亚的一些岛屿上。两种分布于印尼原生雨林低地倭水牛高90厘米，重量一般不超过150公斤。